# Travo
Travo (emilián nyelven Träv) település Olaszországban, Emilia-Romagna régióban, Piacenza megyében. Lakosainak száma 2180 fő (2023. január 1.). Travo Bettola, Coli, Gazzola, Alta Val Tidone, Piozzano, Rivergaro, Vigolzone és Bobbio községekkel határos.

## Népesség
A település lakossága az elmúlt években az alábbi módon változott:
| Lakosok száma | 2082 | 2121 | 2180 |
|               | 2017 | 2018 | 2023 |